# Позднее шоу с Дэвидом Леттерманом
Позднее шоу с Дэвидом Леттерманом (англ. Late Show with David Letterman) — американская телепередача, ночное ток-шоу на телеканале CBS, ведущим которого являлся известный тележурналист Дэвид Леттерман. Шоу дебютировало 30 августа 1993 года.
В 2014 году Леттерман объявил о своей отставке, и последний эпизод «Позднего шоу» вышел в эфир 20 мая 2015 года. Затем шоу сменило «Позднее шоу со Стивеном Кольбертом», ведущим которого был Стивен Кольберт, премьера которого состоялась 8 сентября 2015 года.

## История
Первый выпуск вышел в эфир 30 августа 1993 года и был создан компанией Леттермана, Worldwide Pants Incorporated. Музыкальный руководитель шоу — Пол Шаффер, главный сценарист — Мэтт Робертс, диктор — Алан Калтер.
Передача иногда признавалась самым популярным ночным ток-шоу в стране; в 2009 году имело рекламный доход в 271 миллион долларов.
На большей части территории США выходил в эфир в 23:35 по восточному / тихоокеанскому времени, но записывался с понедельника по среду в 16:30 и по четвергам в 15:30 и 18:00. Второй записанный в четверг эпизод обычно транслировался в пятницу на той же неделе.
В 2002 году телепередача заняла седьмое место в списке Пятьдесят величайших телешоу всех времён по версии TV Guide. CBS имеет контракт с Worldwide Pants Incorporated на продолжение выпуска шоу до 2014 года. В апреле 2014 года Дэвид Леттерман заявил, что 2015 год станет последним для него в качестве ведущего, а его место займет Стивен Кольбер. Последний выпуск состоялся 20 мая 2015 года.

## Награды
Передача 16 раз подряд номинировалась на Прайм-таймовую премию «Эмми» в категории «Лучшее варьете, музыкальная или комедийная программа» с сезона 1993-94 по 2008-09, при этом шоу получило 6 наград. С 2010 года передача не номинировалась.